# Benedek Huszár Botond
Benedek Huszár Botond (Brassó, 1981. március 30. –) színész. 

## Élete
- Apai ági ükapja Benedek Elek (író) testvére, Benedek Huszár Gábor volt.
- Unokanagybátyja Szőts Vilmos képzőművész, festő .
- Felesége Benedek Klára, Olosz Lajos költő dédunokája.

1999-ben végzett a sepsiszentgyörgyi Székely Mikó Kollégium diákjaként. 2003–2007 közt a Kolozsvári Babeș–Bolyai Tudományegyetem Bölcsészettudományi Karának Színművészeti Tanszékén tanult színész szakon, 2010–2012 közt pedig a Marosvásárhelyi Színművészeti Egyetem színész szakán mesterképzésen. Ezenkívül 2015–2017 közt a Kolozsvári Sapientia Erdélyi Magyar Tudományegyetem kommunikáció szakán tanult mesterképzésen.

## Pályafutása
2007-től 2010-ig a Tomcsa Sándor Színház tagja volt. 2010-től 2015-ig a Marosvásárhelyi Nemzeti Színház szerződéses színésze lett, 2012 óta  szabadúszó színészként is tevékenykedik. 2013-tól 2015-ig a Maros Művészegyüttesnél dolgozott. 2016-tól a Marosvásárhelyi Rádió hírszerkesztője és bemondója, és ugyanebben az évben alapította meg Andi Gherghével és Székely Csabával együtt a Teatru 3G Színházat. 2019-ben az actorsbook.ro és a szabadszínész.hu munkatársa lett. 2021–2024 között a Maszol.ro Maros megyei tudósítójaként dolgozott, 2022-ben pedig a Soproni Egyetemen a Benedek Elek Pedagógiai Kar vendégoktatója és címzetes egyetemi docense lett.  2023-tól tagja a Magyar Újságírók Romániai Egyesületének.

## Színházi szerepei

### Kolozsvári Állami Magyar Színház, Kolozsvári Magyar Opera
2003/2004-es évad
- MANÓ – Jakab Melinda – Vibration, mozgásszínházi előadás, rendező: Jakab Melinda

2005/2006-os évad
- DÖHE, KÁMPICS – Muszty Bea, Dobai András – A kék csodatorta, rendező: Keresztes Attila

2006/2007-es évad
- KALÓZ – Varró Dániel, Presser Gábor – Túl a Maszathegyen, zenés kalandjáték, rendező: Keresztes Attila

- BOLOND – P. Mascagni – Parasztbecsület, rendező: Mihaela Panainte

### Teatrul Imposibil
2005/2006-os évad
- APA – Ozana Budău – Silent_Ground, mozgásszínházi előadás, rendező: Bianca Ana Adam
- FÉRFI – Andrea Jacob – R'unlike, mozgásszínházi előadás, rendező: Bianca Ana Adam

### No Színház
2005/2006-os évad
- ARGONAUTA – Izumi Ashizawa – The Blue Rocks, Neo-No színházi előadás, rendező: Izumi Ashizawa

### Kolozsvári Román Állami Színház
2005/2006-os évad
- LULU – Mircea Cărtărescu – Travestit, rendező: Andrea Jacob

### Marosvásárhelyi Nemzeti Színház, Tompa Miklós Társulat
2010/2011-es évad
- PINCÉR/KATONA – Jaroslav Hasek-Spiró György – Svejk, rendező: Kincses Elemér
- PARCHA – Dorota Maslovska – Két lengyelül beszélő szegény román, rendező: Theodor Cristian Popescu

2012/2013-as évad
- GYÖRGY – Szörényi Levente-Bródy János – Kőműves Kelemen, rendező: Somogyi Szilárd
- ÁBRAHÁM – William Shakespeare – Rómeó és Júlia, rendező: Porogi Dorka
- HARRY – Alan Jay Lerner-Frederick Loewe – My fair Lady, rendező: Harsányi Zsolt

2014/2015-ös évad
- GRÓF – Bakonyi Károly – Szirmai Albert – Gábor Andor – Mágnás Miska, rendező: Harsányi Zsolt
- MÁMBÓ – Szávai Géza – Akit átvisznek a hegyen, rendező: Gáspárik Attila

2015/2016-os évad
- ATASÉ, BÁRÓ HÜBNER – Kálmán Imre-Békeffi István-Keller Dezső-Gábor Andor-Csárdáskirálynő, rendező:Tasnádi Csaba

### Stúdió Színház, Marosvásárhely
2011/2012-es évad
- BYRON -Tasnádi István – Démonológia, rendező: Szőcs Arthur
- APA-Pintér Béla,Darvas Benedek-Parasztopera, rendező: Porogi Dorka

- CHIRIAC – I.L.Caragiale – Zűrzavaros éccaka, rendező: Sebestyén Aba

2013/2014-es évad
- ALEX- Stefan Peca – Bucharest Calling, rendező: Andi Gherghe

### Yorick Stúdió, Marosvásárhely
2015/2016-os évad
- SZÉKELY TERRORISTA / DIÁK / EGYETEMISTA / SZÍNÉSZ – Székely Csaba – MaRo, rendező: Andi Gherghe

### Tomcsa SándorSzínház
2007/2008-as évad
- LEGKISEBB – Csizmás Kandúr, rendező: Csurulya Csongor
- PÜLADÉSZ – Euripidész-Elektra, rendező: Sorin Militaru
- TAKÁCS – Andersen –  A császár új ruhája, rendező: Béres László
- SZÍNÉSZ – Truman Capote – Álmatlan hánykolódás, rendező: Kányádi Szilárd

2008/2009-es évad
- ONESTI – C.Goldoni – A patikus, rendező: Csurulya Csongor
- CSUPÁNC, NAGY TÖKÉLY- Békési Pál – Félőlény, rendező: Szilágyi Regina
- ÖDÖN – Baróti-Eisemann-Dalos – Bástyasétány 77, rendező: Csurulya Csongor
- HIERLINGER FERDINÁND – Ödön von Horváth -Mesél a bécsi erdő, rendező: Zakariás Zalán
- PAUL – Ken Ludwig – Csillagok Buffalóban, rendező: Pálfi Zoltán

2009/2010-es évad
- MOHAI – Garaczi László – Plazma, rendező : Tóth Árpád
- KAMERAMAN -Tasnádi István – Magyar a Holdon, rendező : Tóth Árpád
- DZSERI – Billy Wilder – Senki sem tökéletes,avagy nincs aki hidegen szereti, rendező: Megyeri Zoltán
- JAKAB – William Shakespeare – Ahogy tetszik, rendező: Anca Bradu
- PAPÍRSÁRKÁNY – Tordon Ákos – Skatulyácska, rendező: Szilágyi Regina

### Manna Produkció és a Zsámbéki Színházi Bázis
- BUCKINGHAM, RATCLIFF, RICHMOND – III. Richárd, rendező: Burák Ádám 2014

### Teatru 3GSzínház
2016/2017-es évad
- APA – George Ștefan -Tündérország / Țara Zânelor, rendező: Andi Gherghe

2017/2018-as évad
- ÁDÁM- Székely Csaba – Öröm és boldogság / Bucurie și fericire, rendező: Andi Gherghe

2018/2019-es évad
- MATHIAS FŐHERCEG – Székely Csaba – Mihai Vitéz / Mihai Viteazu, rendező: Andi Gherghe
- BÁTHORY ANDRÁS – Székely Csaba – Mihai Vitéz / Mihai Viteazu, rendező: Andi Gherghe

### Tamacisza Kulturális Egyesület
2012/2013-as évad
- FERIKE- Madaras Orsolya – Borbála, rendező: Fazakas Mátyás

### Csűrszínház
2021/2022-es évad
LUCIUS – Székely János – Caligula helytartója, rendező: Kincses Elemér

### Teatru 3G Hub
2021/2022-es évad
- ARGANTE – Molière – Scapin furfangjai, rendező: Cristi Bojan

### További előadások
2021/2022-es évad
- Benedek Elek – Vén fa árnyékában (Bardócz Orsolya és Benedek Huszár Botond előadása, megzenésített versek, próza, verses párbeszéd)

2022/2023-as évad
- Benedek Elek- Karácsonyi versek (Bardócz Orsolya és Benedek Huszár Botond előadása)
- Benedek Elek- Testamentum (Bardócz Orsolya, Sebestyén Aba és Benedek Huszár Botond előadásában készült hangoskönyv)

### További szerepek
- Parlando Rubato, II. éves színészhallgatók mozgásszínházi előadása, rendező: Uray Péter
- TESTŐR – Garaczi László – Brahms és a macskák, IV.éves színészhallgatók előadása, rendező: Szilágyi Palkó Csaba
- ROKON – F.G. Lorca – Vérnász, II.éves színészhallgatók mozgásszínházi előadása, rendező: Uray Péter
- RENDŐR – Darvasi László – Argentina, rendező: Szabó Attila
- JIDE HERS – Kárpáti Péter – A negyedik kapu, rendező: Varga Ibolya
- ALI – Garaczi László – Fesd feketére, rendező: Sarvadi Paul
- SZENES – Lőrinczi Attila – Balta a fejbe, rendező: Szilágyi Palkó Csaba
- MICSURIN – Matei Visniec – Madox, rendező: Patkó Éva
- BOB – Saviana Stănescu – Rendkívüli képességekkel rendelkező idegenek, rendező: Patkó Éva

## Filmszerepek
- HERCEG – Ottlik Géza – Utolsó mese, rendező: Köllő Ildikó 2013
- NUÓFER SÁNDOR – Örkény István – Rózsakiállítás című kisregénye alapján – A rózsa csöndje, rendező: Erőss László 2013
- FÉRFI – NYÁRI ILLÚZIÓ, rendező: Erőss László 2014

## Sorozatszerep
- SZABÓ SZÁZADOS – A mi kis falunk 8.évad, rendező: Kapitány Iván, Lóth Balázs 2024 február 10  ,  A mi kis falunk 9.évad, rendező: Madarász Isti, Lóth Balázs 2025 április

## Tévés, rádiós szereplések
- KULTÚRCSEPP: Benedek Elek https://www.youtube.com/watch?v=Vevaw8WscAU)
- RIDIKÜL: A nagy mesemondó születésnapjára  https://mediaklikk.hu/video/ridikul-a-nagy-mesemondo-szuletesnapjara/ Archiválva 2021. november 11-i dátummal a Wayback Machine-ben
- SZÍNÉSZ NÉPSZÁMLÁLÁS https://www.youtube.com/watch?v=e4kYQ-bU1KY&t=1088s
- VIRTUÁLIS CASTING ERDÉLYBEN IS https://www.youtube.com/watch?v=7onNsSER7Rc
- KULTÚRCSEPP – Szabadszínész https://www.youtube.com/watch?v=5DdXf6MDjR4 ZEBRA https://www.youtube.com/watchv=2b9Q0Kd1C7w&list=PLjBBg23S0q2QO8p2X7gSgPGvx0PTGR3Us&index=59
- Parasztopera https://www.youtube.com/watch?v=md3I1iMPUyM
- MaRó https://www.youtube.com/watch?v=rxx3eUaKG0s&t=336s
- KULTÚRCSEPP: Olosz Lajos https://www.youtube.com/watch?v=k7T4bS9k5l8&t=670s
- Benedek Elek-Itthon  https://www.youtube.com/watch?v=B8M00htYjSE
- Benedek Elek- Nagyapóka és nagyanyóka https://www.youtube.com/watch?v=pVEzwhWbNuE
- Interaktív táblára gyűjtenek a kisbaconi Benedek Elek iskola diákjainak
- A rádiós válaszol
- Benedek Elekre emlékeztek a Városligetben a Benedek család tagjai

## Egyéb munkái
- Ofotért kontaktlencsereklám, rendező: Paczolay Béla, operatőr: Pados Gyula (2007)
- Serriousi Final-reklám, fotó: Dávid Botond (2008)
- T-Mobile „Tedd színesebbé magad” reklám (2009)
- Gold de Royale-reklám (2011)
- Praktiker „Meg tudod csinálni” reklám (2023), rendező: Vécsei Márton

## Díjai
- 2003 A legjobb férfi alakítás díja – KEISZ – Kolozsvár / Cluj Napoca
- 2004 Alakítás díj-Festival Monodrama i Pantomime – Beograd, Szerbia
- 2005 Próza, vers, jelenet kategória díj – Médiabefutó – Marosvásárhely / Târgu Mureș
- 2007 A legjobb férfi alakítás díja-Fiatal Színészek Vetélkedője – Míves Emberek Sokadalma – Székelyudvarhely / Odorheiu Secuiesc
- 2011 A legjobb férfi főszereplő díja – Atelier Fesztivál – Nagybánya / Baia Mare
- 2016 Alakítás díj – FestCo – Bukarest / București   Archiválva 2016. október 1-i dátummal a Wayback Machine-ben

## Kiadott könyvei
Holnaptól tegnapig – Benedek Tibor háborús naplója  (társszerző Berekméri Árpád Róbert) Mentor Könyvek Kiadó 2023